# Барбара де Россі
Барбара де Россі (італ. Barbara De Rossi, 9 серпня 1960) — італійська акторка театру та кіно. Українському глядачеві найбільш відома за участю у серіалі Спрут у ролі коханки комісара Каттані наркоманки 'Тітті' Печчі Шалойя. Володарка премії «Давид ді Донателло» 1994 року за найкращу головну жіночу роль (комедія «Сентиментальні маніяки»). Також здобула Премію Пазінетті за найкращу жіночу роль на 42-му Венеційському міжнародному кінофестивалі за  фільм Мати Ебе

## Життєпис
Народилася в Римі 1960 року у сім'ї торговця вином. У році 15 років на конкурсі краси дівчину помітив режисер Альберто Латтуада. Після чого Барбара виконала свою дебютну роль у фільмі «Така, як ти є» разом з Марчелло Мастроянні та Настасією Кінскі

## Фільмографія
| Рік  |    | Українська назва                 | Оригінальна назва                   | Роль                 |
| ---- | -- | -------------------------------- | ----------------------------------- | -------------------- |
| 1978 | ф  | Така, як ти є                    | Così come sei                       | Іларія Маренго       |
| 1980 | ф  | Цикада                           | La cicala                           | Саверія              |
| 1983 | ф  | Паладини: історія зброї й любові | I Paladini: Storia d'armi e d'amori | Брадаманте           |
| 1984 | ф  | Я щасливий                       | Son contento                        | Паола                |
| 1984 | тф | Спрут-1                          | La piovra                           | 'Тітті' Печчі Шалойя |
| 1985 | ф  | Мати Ебе                         | Mamma Ebe                           | Лаура Бонетті        |
| 1987 | ф  | Солодощі від незнайомця          | Caramelle da uno sconosciuto        | Лена                 |
| 1987 | ф  | Збираюся забрати кішку           | Vado a riprendermi il gatto         | Естер                |
| 1990 | ф  | Затишні дні у Кліші              | Jours tranquilles à Clichy          | Ніс                  |
| 2003 | ф  | Недільний обід                   | Il pranzo della domenica            | Барбара              |
| 2003 | ф  | Бабин Яр                         | Babiy Yar                           | Наталя Лернер        |